# Hedychium forrestii
Hedychium forrestii là một loài thực vật có hoa trong họ Gừng. Loài này được Diels mô tả khoa học đầu tiên năm 1912.